# Dorfkirche Badresch
Die evangelische Dorfkirche Badresch ist eine frühgotische Feldsteinkirche im Ortsteil Badresch von Groß Miltzow im Landkreis Mecklenburgische Seenplatte in Mecklenburg-Vorpommern. Sie gehört zur Kirchengemeinde Woldegk der Propstei Neustrelitz in der Evangelisch-Lutherischen Kirche in Norddeutschland (Nordkirche).

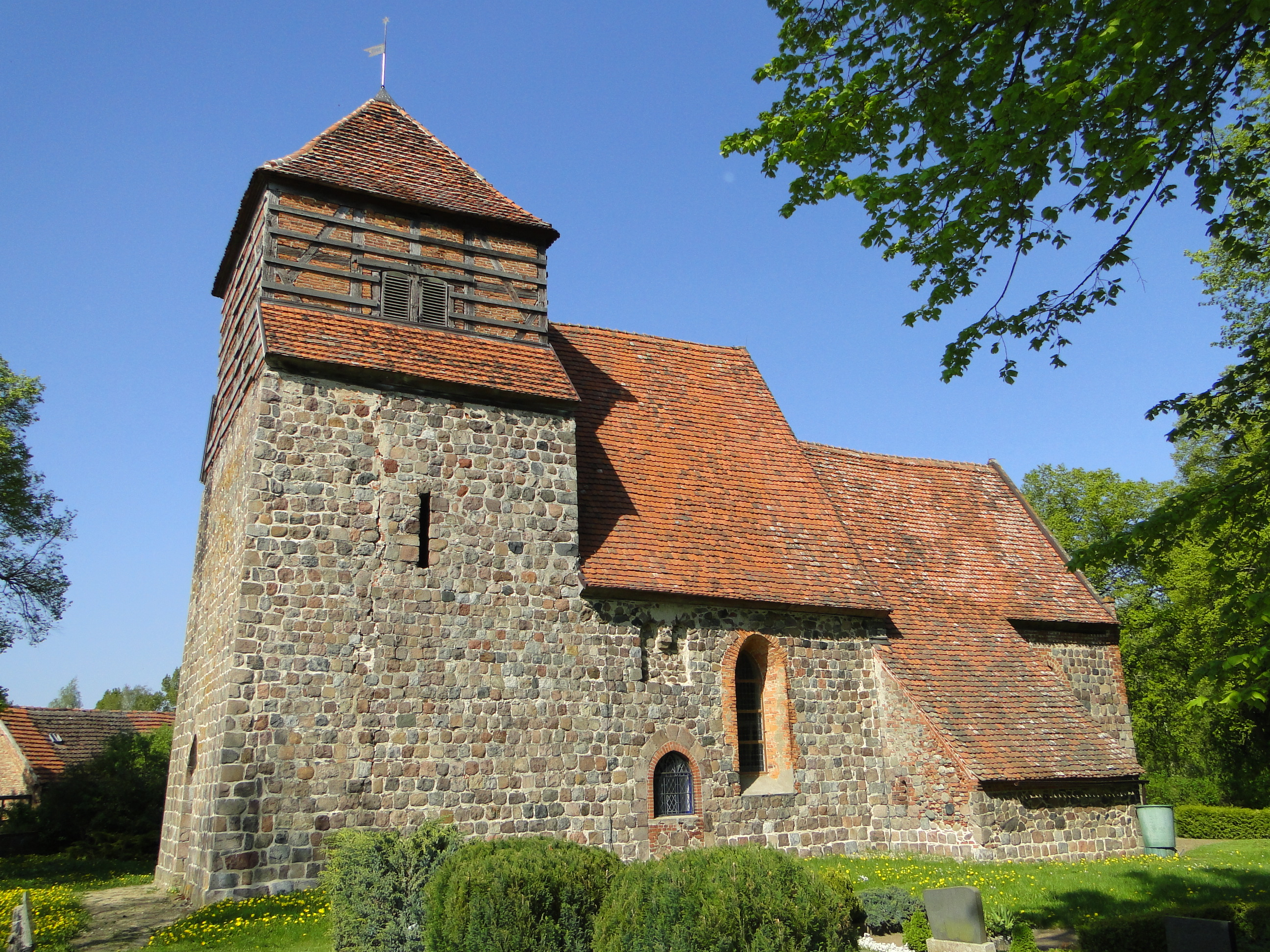
Dorfkirche Badresch

## Geschichte und Architektur

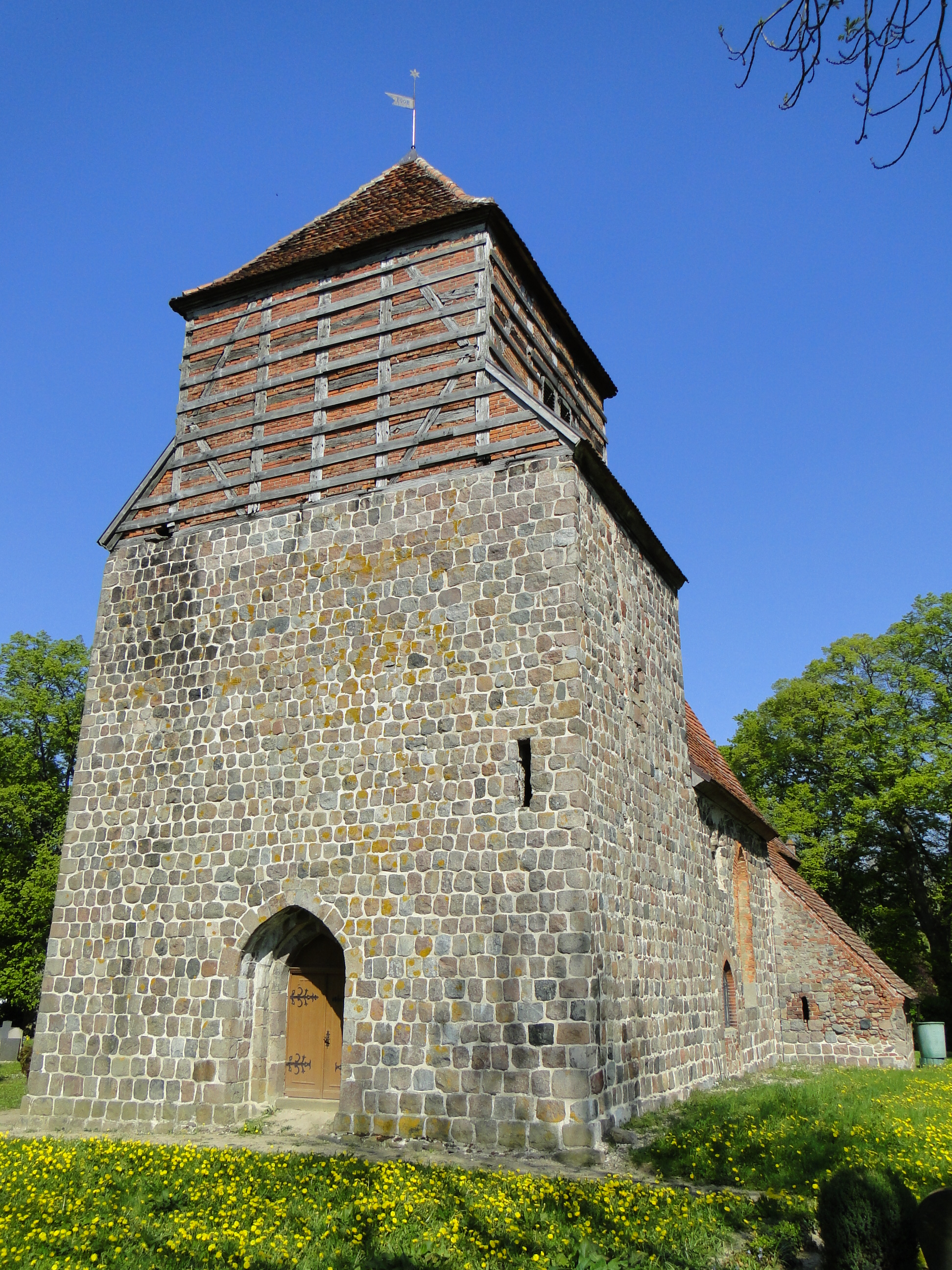
Mauerwerk am Westturm

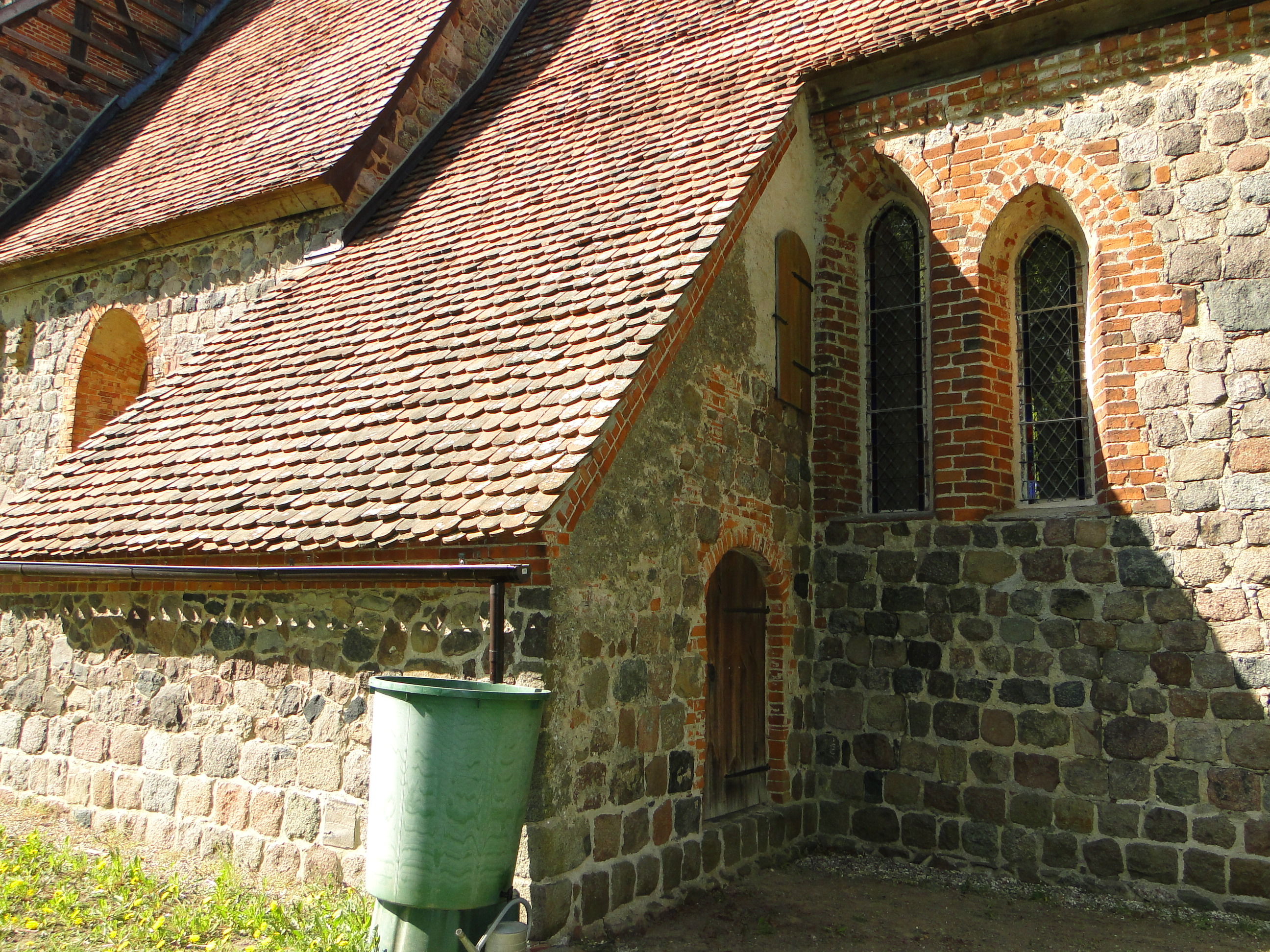
Sakristei am Chor

Die Dorfkirche Badresch ist klar in die Bauteile Chor, Schiff und Turm gegliedert, die aus teilweise bemerkenswert sorgfältig gearbeitetem Feldsteinmauerwerk unter vereinzelter Verwendung von Backstein bestehen. Der Chor wurde zuerst errichtet, danach folgten das annähernd quadratische Schiff und der tonnengewölbte, querrechteckige Westturm. Alle genannten Bauteile stammen noch aus der zweiten Hälfte des 13. Jahrhunderts. Die stilistische Zuordnung eines derart ländlich-archaischen Bauwerks zur Gotik ist vor allem mit der Bauzeit und mit der Verwendung des Spitzbogens zu begründen.
Das Bauwerk wird von spitzbogigen Lanzettfenstern erhellt, die teils unter Verwendung von Backstein vergrößert wurden. An der Nord- und Südseite des Schiffs finden sich noch romanisch anmutende Biforienblenden im Mauerwerk. Portale im Norden und Westen erschließen das Bauwerk; im nördlichen Portal ist noch eine Tür mit Eisenbeschlägen aus dem 14. /15. Jahrhundert erhalten. Die tonnengewölbte Sakristei ist an der Südseite des Chors angebaut. Der Chor ist mit Kreuzgratgewölbe, das Schiff mit Kreuzrippengewölbe abgeschlossen. Der Ostgiebel aus Backstein zeigt ein ausgespartes Kreuz, das von Blenden gerahmt ist. Der Turm erhielt im 18. Jahrhundert einen quadratischen Abschluss aus Fachwerk mit Pyramidendach und einer Wetterfahne von 1793.

## Ausstattung
Der Kanzelkorb stammt von einem ehemaligen Altar aus der 1. Hälfte des 18. Jahrhunderts. Mehrere Emporen aus dem 17./18. Jahrhundert umgeben das Schiff. Eine mittelalterliche Sakramentsnische im Chor besitzt noch eine Tür aus dem 14./15. Jahrhundert. Zwei Wandnischen sind ebenfalls noch mit alten Türen aus  dem 16. Jahrhundert versehen. Ein Relief mit einer Darstellung von Christus als Schmerzensmann mit zwei Engeln stammt von einem Schnitzaltar vom Ende des 15. Jahrhunderts. Ein Kruzifix wird auf das 16. Jahrhundert datiert.
Ein silberner Kelch wurde 1820 geschaffen; eine silbervergoldete Patene ist im 18. Jahrhundert entstanden. Ein weiterer Kelch aus Zinn stammt von 1734 und eine ebenfalls zinnerne Schale aus dem 19. Jahrhundert. Eine Glocke aus dem 15./16. Jahrhundert, zwei Leuchter aus Messing aus dem 18. Jahrhundert und eine Gedenktafel von 1813/14 vervollständigen die historische Ausstattung.  Die Orgel mit neun Registern auf einem Manual und Pedal ist ein Werk von Ernst Sauer von 1855.